# District de Taran
Le district de Taran (en kazakh : Таран ауданы) est un district de l'oblys de Kostanaï, situé au nord du Kazakhstan.

## Géographie
Le centre administratif du district est la ville de Taran.

## Démographie
En 2013, le district a une population de 27 691 habitants.